# 安德魯·曼澤

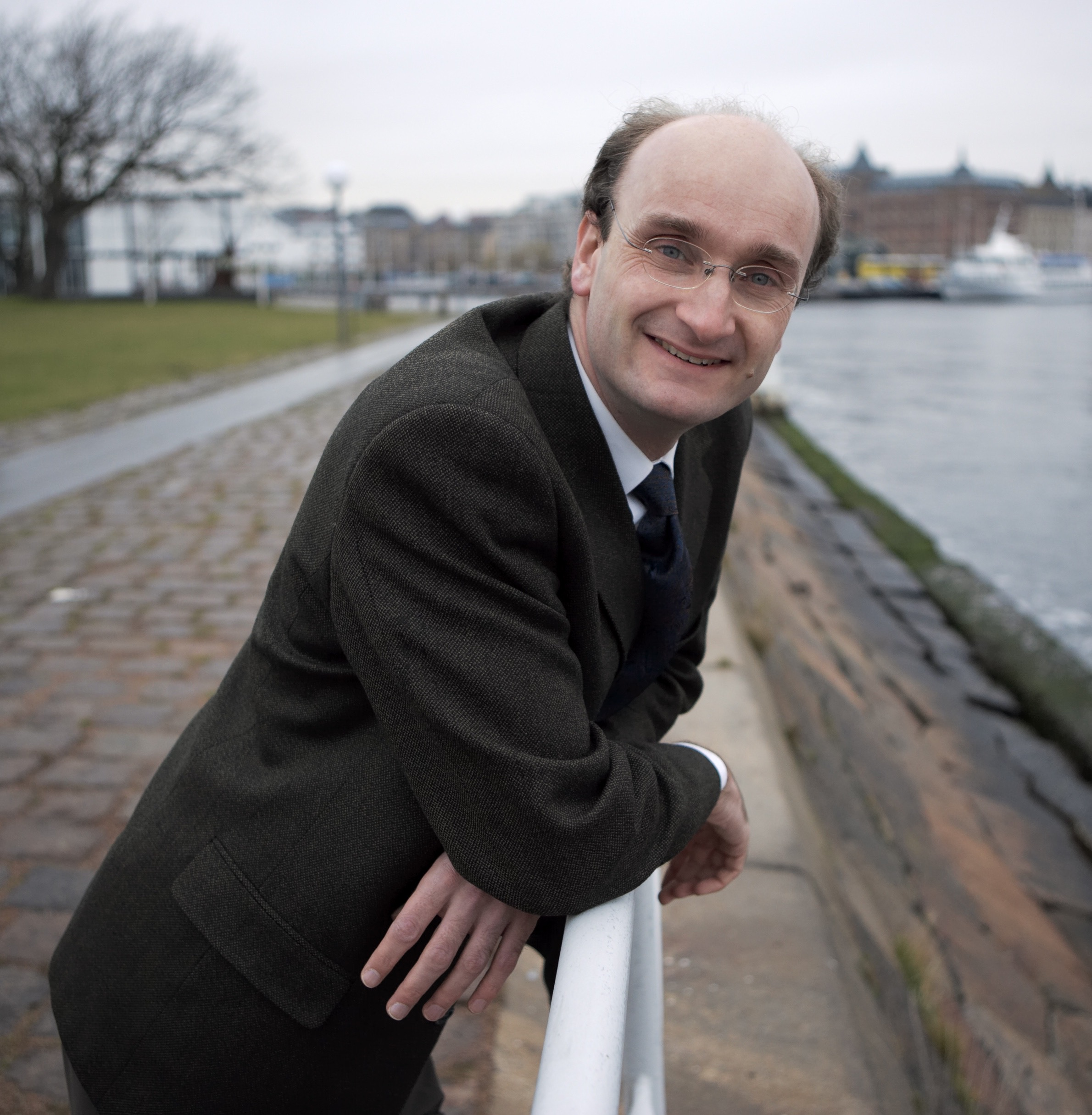
2005年的曼泽

安德魯·曼澤（英語：Andrew Manze，1965年1月14日—）是英國小提琴家、指揮者。

## 早年
出生於貝肯翰姆，受教育於剑桥大学，跟隨唐·库普曼學習，並在阿姆斯特丹巴洛克古樂團與之共事，另在倫敦大學皇家音樂學院向西蒙·斯丹迪奇學習。

## 職涯
自職業生涯之始，曼澤便專注於古樂（早期音樂）領域，1996年起他成為倫敦古樂學院樂團的副指揮。2003–07年間，他擔任英國合奏團藝術總監。
2014年9月起，曼澤擔任北德廣播愛樂樂團首席指揮。2017年3月，該團宣布延長與曼澤的合約至2021年止，2019年2月雙方再次提前續約（至2023年止）。
其它與曼澤合作過的樂團包括：英國廣播公司蘇格蘭交響樂團（BBC Scottish Symphony Orchestra，客座副指揮）、赫爾辛堡交響樂團（Helsingborgs Symfoniorkester）等。
在演奏之餘，曼澤在倫敦皇家音樂學院、奧斯陸音樂學院等校從事教學與研究工作，並且為貝倫賴特出版社與布赖特科普夫与黑特尔音乐出版社出版的莫扎特、巴赫作品（奏鳴曲、協奏曲等）進行編輯、校訂。此外他亦著書，參與廣播和電視節目，可說是全方位的音樂藝術推廣者。

## 獲獎與榮譽
- 瑞典肖克獎，2011年

## 作品節選

### 商業錄音
曼澤身兼獨奏與指揮身分，他與英國合奏團合作，在和諧世界（Harmonia mundi）旗下發行了多張專輯。此外，在Onyx、Pentatone和Hyperion也有他的錄音。
- 莫扎特第40號、第41號交響曲，PentaTone，2019年

## 外部連結
- 官方网站
- 安德魯·曼澤的Discogs页面（英文）